# カンバーランド高原
カンバーランド高原（Cumberland Plateau）とは、北アメリカ大陸の東部に存在するアパラチア高原の南部のことを指す。

## 概要

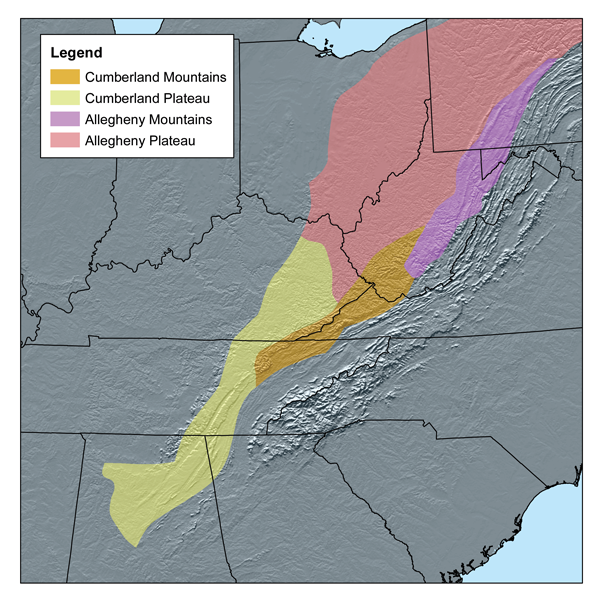
カンバーランド高原（Cumberland Plateau）黄色、カンバーランド山地（Cumberland Mountains）茶色、アリゲイニ高原（Allegheny Plateau）赤色、アリゲイニ山地（Allegheny Mountains）紫色。ただし、カンバーランド高原とアリゲイニ高原の境界は、あくまで歴史的な慣習によるものに過ぎず、明確な境界が存在しているわけではない。

カンバーランド高原は、アメリカ合衆国の南東部の州、すなわち、ケンタッキー州東部、テネシー州中央部、アラバマ州北端部、ジョージア州の北西隅の部分にまたがって存在している。北アメリカ大陸東部には北東から南西にアパラチア山脈が連なっているが、この山脈の西部がアパラチア高原である。そしておおざっぱに言うと、アパラチア高原の北東部がアリゲイニ高原（Allegheny Plateau）で、アパラチア高原の南西部がこのカンバーランド高原である。つまり、カンバーランド高原はアパラチア高原の一部なのである。このアリゲイニ高原とカンバーランド高原という用語は、地質学的な差異を元に呼び別けているのではなく、むしろ歴史的な慣習によって呼び別けているに過ぎない。単なる地元での呼び方の違いに過ぎないと換言することもできる。つまり、アリゲイニ高原とカンバーランド高原との間には明確な境界線は存在しないのである。なお、アリゲイニ高原にはアリゲイニ川（Allegheny River）が流れていて、カンバーランド高原にはカンバーランド川が流れている。

## 地質学的な解説
カンバーランド高原は堆積岩で形成されている。この堆積岩はミシシッピ紀（Mississippian）とペンシルベニア紀（Pennsylvanian）に、古アパラチア山脈（old Appalachian Mountains）の西側にあった海岸近くで形成されたものだと考えられている、所々に礫岩の混じった砂岩である。これらの堆積岩は、隆起しては浸食され、さらに上に堆積物が積った状態になっていて、至るところに断層なども見られ、かつてはこの付近で頻繁に地殻変動が起こっていたことを意味する。また、陸地（植物の生えている場所）に近い場所で形成されたここの堆積岩の中の一部には、当時の沼沢地で形成されていた泥炭などの植物遺骸が取り込まれて蓄えられたと見られている。これが、長い年月の間に変成して、現在この付近の地下に見られる瀝青質の石炭層（アパラチア炭田）となったと考えられている。なお、既述のように、カンバーランド高原とアリゲイニ高原とには地質学的な差異は存在しないので、その地質はアリゲイニ高原側も同じである。

## この付近の森林保護について
カンバーランド高原の地表は、アメリカ合衆国の東海岸側において、分断されていない大規模な森が残っている場所となっている。アメリカ合衆国の東海岸側は早くから白人が先住民を追い出して開発が進められていたものの、この辺りは開発の手から免れてきたのである。結果、比較的湿潤な場所に生育するオーク（主にナラ類。ただしカシ、カシワ、クヌギも含む）やヒッコリー（クルミ）などの森も残ったし、比較的乾燥した場所に生育するマツの森なども残った。このため、2004年現在、この地域の森林は保護されている。

## 地理学的解説
カンバーランド高原は、dissected plateau （深く裂けた高原、深く浸食された高原）として知られている。カンバーランド高原は、堆積岩の1種の砂岩でできているのだが、この砂岩の層が露出した高さ120mほどの絶壁が、高原のあちこちに存在する。

### ケンタッキー州
カンバーランド高原のケンタッキー州に属する部分は、北西方向の標高が低くて、南東方向の標高が高い傾向にある。ケンタッキー州のカンバーランド高原には多くの断崖や渓谷や天然橋や瀑布が存在する。なお、この付近では60mほどの高さを持った断崖などはざらに存在する。また、これら天然の造形物とは別に、人工物である岩陰遺跡も見られる。

### テネシー州とアラバマ州
テネシー州におけるカンバーランド高原の西端はHighland Rim。東端はWalden Ridge。Walden Ridgeはアラバマ州にも砂岩の高原として、Sand Mountain Plateauなどと名前を変えながら続いている。ただし、Walden RidgeとSand Mountain Plateauの間には、Sequatchie Valleyが存在していて、これによってWalden RidgeとSand Mountain Plateauは分断している。